# ایندیپندنت هیل (ویرجینیا)
ایندیپندنت هیل (به انگلیسی: Independent Hill) یک منطقهٔ مسکونی در ایالات متحده آمریکا است که در شهرستان پرنس ویلیام، ویرجینیا واقع شده‌است. ایندیپندنت هیل ۷٬۴۱۹ نفر جمعیت دارد.